# انتفاضة الشيعة 1979-1980 في العراق
حدثت انتفاضة الشيعة 1979-1980 في العراق، والمعروفة أيضًا باسم انتفاضة الصدر الأولى، كمتابعة للثورة الإيرانية (1978-1979) في إيران المجاورة، حيث تعهد رجال الدين الشيعة العراقيون بالإطاحة بالعراق البعثي الذي يهيمن عليه صدام حسين. اعتقد صدام ونوابه أن أعمال الشغب كانت مستوحاة من الثورة الإيرانية  اندلعت أعمال الشغب في مايو 1979 وتصاعدت في يونيو - مما أدى إلى تعذيب وقتل الآلاف في النجف، هدأت الانتفاضة باعتقال زعيم الحركة الشيعية العراقية محمد باقر الصدر في أبريل 1980 وإعدامه لاحقًا.

## تاريخ
أثارت أعمال الصدر حفيظة حزب البعث مما أدى إلى سجنه المتكرر حيث تعرض للتعذيب في كثير من الأحيان. رغم ذلك واصل عمله بعد الإفراج عنه. عندما اعتقل البعثيون محمد باقر الصدر عام 1977، ألقت شقيقته أمنة صدر بنت الهدى كلمة في مسجد الإمام علي في النجف تدعو الناس للتظاهر. وخرجت مظاهرات كثيرة أجبرت البعثيين على الإفراج عن الصدر الذي وضع قيد الإقامة الجبرية.
في 1979-1980، اندلعت أعمال شغب مناهضة لحزب البعث في المناطق الشيعية في العراق من قبل الجماعات التي كانت تعمل من أجل ثورة إسلامية في بلادهم. اعتقد صدام ونوابه أن أعمال الشغب كانت مستوحاة من الثورة الإيرانية. في أعقاب الثورة الإيرانية، دعا الشيعة في العراق محمد باقر الصدر ليكون «روح الله الخميني العراقي»، مما أدى إلى ثورة ضد نظام البعث. زعماء المجتمع ورؤساء القبائل ومئات من عامة الشعب دفعوا ولائهم للصدر. ثم اندلعت الاحتجاجات في بغداد ومحافظات الجنوب ذات الأغلبية الشيعية في مايو 1979. لمدة تسعة أيام، اندلعت الاحتجاجات ضد النظام، لكن النظام قمعها. أدى سجن رجل الدين إلى موجة أخرى من الاحتجاجات في يونيو / حزيران بعد نداء قوي ومؤثر من شقيقة الصدر، بنت الهدى. واندلعت اشتباكات أخرى بين قوات الأمن والمتظاهرين. حوصرت النجف وتعرض الآلاف للتعذيب والإعدام.
قُبض على محمد باقر الصدر أخيرًا في 5 أبريل 1980 مع شقيقته سيدة بنت الهدى. لقد شكلوا حركة مسلحة قوية معارضة لنظام صدام حسين.
في 9 أبريل 1980، قُتل الصدر وشقيقته بعد أن تعرضا لتعذيب شديد على أيدي خاطفيهم البعثيين. ويمكن رؤية آثار التعذيب على الجثث. قام البعثيون باغتصاب بنت هدى أمام شقيقها. تم دق مسمار حديدي في رأس الصدر ثم أضرمت فيه النار في النجف. أفادت الأنباء أن صدام نفسه قتلهم. وسلم البعثيون جثتي باقر الصدر وبنت الهدى لابن عمهم السيد محمد الصدر. ودفنوا في مقبرة وادي السلام في النجف في نفس الليلة. ولم يثر إعدامه أي انتقادات من الدول الغربية لأن الصدر دعم علانية روح الله الخميني في إيران.

## ما بعد الكارثة
حدثت انتفاضة الشيعة عام 1999 في العراق (أو انتفاضة الصدر الثانية) في العراق في أوائل عام 1999 بعد مقتل محمد صادق الصدر على يد الحكومة البعثية في العراق آنذاك. كانت الاحتجاجات وما تلاها من أعمال عنف أقوى في أحياء بغداد ذات الأغلبية الشيعية، فضلاً عن المدن ذات الأغلبية الشيعية الجنوبية مثل كربلاء والناصرية والكوفة والنجف والبصرة.